# Papyrus 117
Papyrus 117 (volgens de nummering van Gregory-Aland) of {\displaystyle {\mathfrak {P}}^{117}}, is een fragment van een oud Grieks afschrift van het Nieuwe Testament op papyrus. Het bevat 2 Korintiërs 7:6-8,9-11.  Het zijn fragmenten. Op grond van schrifttype wordt door het (Institute for New Testament Textual Research, INTF)  een ontstaan in de 4e, 5e  eeuw aangenomen.

## Locatie
De Codex bevindt zich in de bibliotheek van de Universiteit van Hamburg te Hamburg nummer Inv. NS 1002. 